# UNIPTF

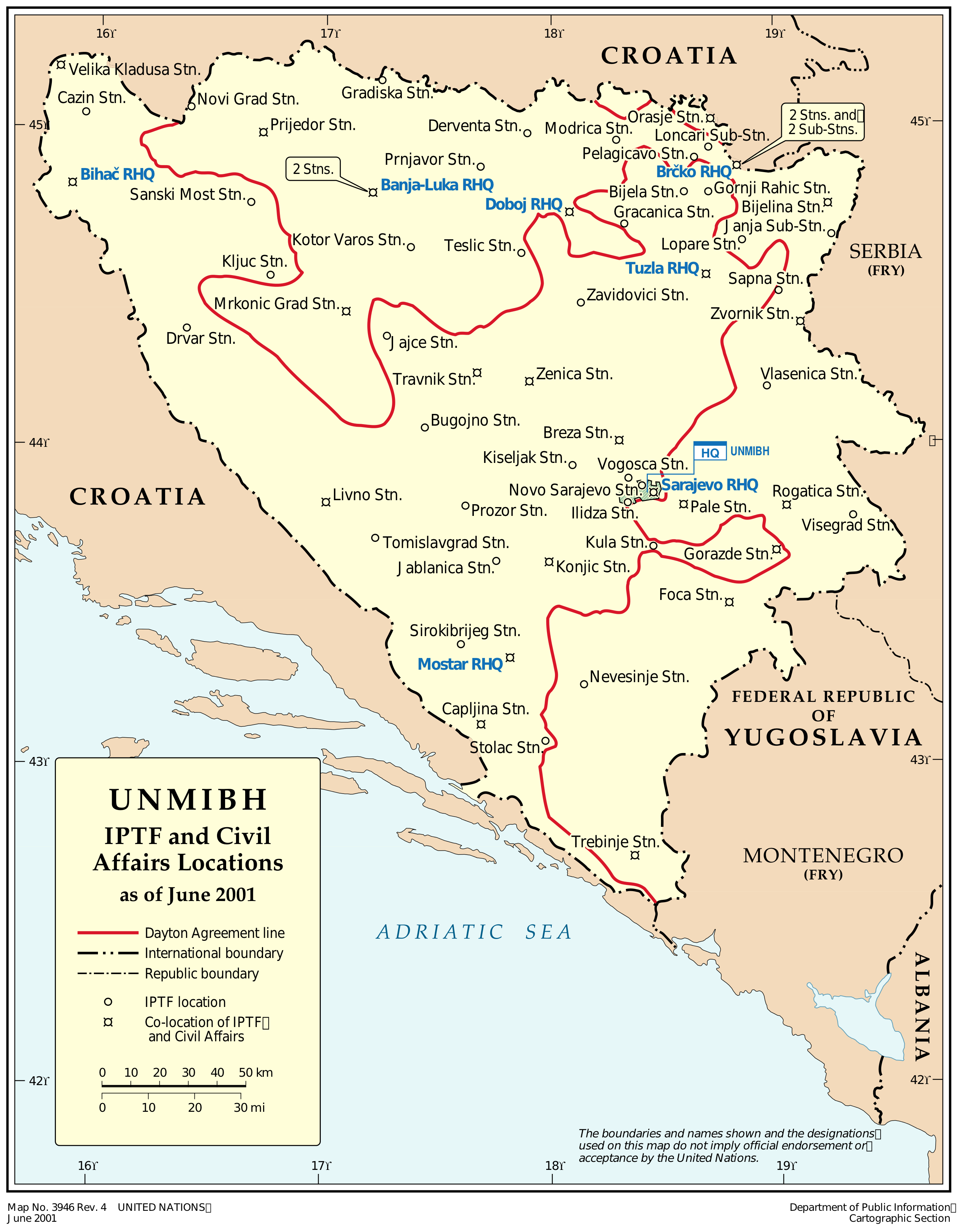
De locaties van de hoofdkwartieren van UNIPTF.

De Internationale Politiemacht van de Verenigde Naties (United Nations International Police Task Force in het Engels; afgekort tot "UNIPTF") werd ingezet voor een vredesoperatie van de Verenigde Naties in Bosnië en Herzegovina van 1996 tot 2003. De juridische basis voor de inzet was resolutie 1035 van de VN-Veiligheidsraad.
De operaties van de UNIPTF en VN-burgerkantoor (UN Civilian Office) werden bekend als de Missie van de Verenigde Naties in Bosnië en Herzegovina of UNMIBH. Volgens het Verdrag van Dayton moest de internationale gemeenschap zorgen voor een wapenstilstand in Bosnië en Herzegovina. Daarvoor zorgde de Implementation Force (IFOR) onder leiding van de NAVO. Voor de civiele aspecten van het akkoord en de stabilisatie van het land zorgde UNMIBH. De politiemacht nam als onderdeel daarvan de dagelijkse werking van de politie in Bosnië en Herzegovina waar, adviseerde deze en leidde agenten op. Daarnaast zorgden ze er ook voor dat verkiezingen geweldloos verliepen, hielpen ze vluchtelingen terugkeren en zoeken naar vermisten.
UNIPTF's hoofdkwartier bevond zich in Sarajevo. Verder waren er regionale hoofdkwartieren in Banja Luka, Gornji Vakuf, Mostar en Tuzla. De hoofdkwartieren werden gedeeld met IFOR en het personeel van het burgerkantoor. De regio's waren voorts onderverdeeld in zeventien districten en 109 politiekantoren.
Initieel waren er 1721 manschappen, die elk dertig lokale agenten opvolgden. De resoluties 1103 en 1107 versterkten de IPTF met 186 man, toen de arbitrage in verband met Brčko vereiste dat de inwoners van dat gebied goede politiebescherming moesten krijgen, en de Vredesuitvoeringsraad toezicht op de mensenrechten toevoegde aan het takenpakket. Resolutie 1168 voegde nog eens dertig man toe om gespecialiseerde opleidingen te geven.

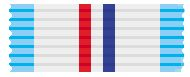
De Nederlandse herinneringsmedaille.

Nederlandse deelnemers kwamen in aanmerking voor de Herinneringsmedaille VN-Vredesoperaties.